# Sphaerothorax tirensis
Sphaerothorax tirensis là một loài bọ cánh cứng trong họ Clambidae. Loài này được Blackburn miêu tả khoa học đầu tiên năm 1902.